# Lucien Lambert
Pour les articles homonymes, voir Lucien Lambert (homonymie) et Lambert.
Lucien Lambert est un pianiste et compositeur français, né le 5 janvier 1858 à Batignolles-Monceau et mort le 21 janvier 1945 à Porto. 

## Biographie
Lucien Léon Guillaume Lambert naît le 5 janvier 1858 à Batignolles-Monceau. Son père, le pianiste et compositeur créole américain Charles Lucien Lambert, lui donne ses premières leçons de musique.
Après une tournée aux États-Unis et en Europe, il retourne à Paris pour étudier au Conservatoire avec Théodore Dubois et Jules Massenet. 
En 1882, il est lauréat du prix Rossini pour sa cantate Prométhée enchaîné, créée le 19 avril 1885 par l'Orchestre de la Société des concerts du Conservatoire.
En 1886, il remporte le Concours musical de la ville de Paris avec Le Spahi.
Il s'installe au Portugal en 1914, où il est professeur de composition au Conservatoire de Porto de 1922 à 1937.
Comme compositeur, Lambert est l'auteur de pièces pour piano, de musique de chambre, de pièces pour orchestre, de mélodies et de plusieurs œuvres pour la scène.   
Comme interprète, il est réputé être le premier pianiste classique d'origine africaine à avoir réalisé des enregistrements, en l'occurrence trois cylindres Pathé à Lisbonne en 1905.   
Il meurt le 21 janvier 1945 à Porto.   

## Œuvres
Parmi ses compositions, figurent :

### Opéras
- Brocéliande, créé à Rouen le 25 février 1893, opéra féérique en 4 actes et six tableaux, paroles d'André Alexandre
- Le Spahi, créé à Paris le 18 octobre 1897, poème lyrique en 4 actes, d'après Pierre Loti, paroles de Louis Gallet et André Alexandre
- La Marseillaise, créé à Paris le 14 juillet 1900
- La Flamenca, créé à Paris le 31 octobre 1903 [7], opéra en 4 actes, textes de  Henri Cain, Eugène et Édouard Adenis
- Harald (1937)
- Penticosa
- La Sorcière
- Florette, comédie lyrique (1921)

### Ballets
- La Roussalka, créé à Paris le 8 décembre 1911, livret de Georges de Dubor et Hugues Le Roux.
- Les Cloches de Porto (1937)

### Musique pour orchestre
- Légende roumaine, poème symphonique
- Fantaisie monothématique sur un thème oriental (Paris, 19 mars 1933)
- Tanger le soir, rhapsodie mauresque
- Esquisses créoles, suite sur des thèmes de Gottschalk
- Andante et fantaisie tzigane pour piano et orchestre

### Musique de chambre et instrumentale
- un quatuor à cordes
- un sextuor à cordes
- des pièces pour piano

### Musique vocale et chorale
- une messe
- des mélodies

## Discographie
- Charles Lucien Lambert Sr. Lucien-Léon Guillaume Lambert Jr. Ouverture de Brocéliande and other works, Hot Springs Music Festival, Richard Rosenberg (dir.), Naxos 8.559037[8],[9], coll. « American Classics », 2000.